# Kratiko Ergotasio Aeroskafon
Die Kratiko Ergostasio Aeroskafon (griechisch Κρατικό Εργοστάσιο Αεροσκαφών, ΚΕΑ, KEA oder: Εργοστάσιο Αεροσκαφών Φαλήρου, Ergostasio Aeroskafon Faliron, dt.: Staatliche Werkstatt für Luftfahrzeuge) ist das älteste griechische Flugzeugbauunternehmen.

## Geschichte
Die Gründung einer staatlichen Flugzeugwerkstatt wurde im Jahr 1917 beschlossen, der darauf folgende Griechisch-Türkische Krieg verzögerte ihre Errichtung jedoch bis 1925. Der Hauptsitz befand sich in Faliro, in derselben Gegend, in der später der Hauptsitz eines anderen Herstellers, AEKKEA, entstand, während die Technologie und das Know-how von der britischen Firma Blackburn Aircraft stammten. Der erste in der Fabrik hergestellte Typ war die Blackburn Velos, der von der britischen Firma entworfen wurde.
Im Jahr 1927 wurde mit der Chelidon (ΚΕΑ Χελιδών) ein rein griechischer Entwurf vorgestellt, ein militärisches Mehrzweckflugzeug. Es verfügte über einen Salmson-Motor mit 120 PS und erreichte eine Höchstgeschwindigkeit von 150 km/h. Für die Griechische Marine wurde nur ein Exemplar gebaut, da es im Vergleich zu anderen Typen als unterlegen galt. Später baute das Werk verschiedene Flugzeugtypen in Lizenz, darunter die Avro 504-O und 504-N, Atlas (die Modifikationen der Standardversionen von Armstrong-Whitworth waren) und 621 Tutor. Von letzterer wurden mindestens 60 Exemplare gebaut, mit einer Produktionsrate, die Anfang 1940 bei sieben Flugzeugen pro Monat lag. 1937 wurde der griechischen Marine ein weiterer griechischer Entwurf vorgeschlagen, die KEA L.33, von der nur drei Prototypen gebaut wurden.
Die Vorbereitungen für die Produktion der PZL P.24, des damaligen Hauptjagdflugzeugs der griechischen Luftstreitkräfte, sowie des leichten Bombers Henschel Hs 126 K-6, für den bei KEA eine Bestellung über 90 Flugzeuge aufgegeben worden war, wurden aufgrund des Beginns des Griechisch-Italienischen Krieges im Oktober 1940 nie abgeschlossen. Das einzige von KEA produzierte Flugzeug, das an den Kriegshandlungen des Zweiten Weltkriegs teilnahm, war die 621 Tutor. Die Produktion der Fabrik beschränkte sich nicht nur auf die Herstellung von Flugzeugen, sondern auch auf die von Bomben, Werkzeugen und Ersatzteilen. Während der deutschen Besetzung Griechenlands wurden die Einrichtungen der KEA von der Luftwaffe zur technischen Unterstützung genutzt, während die Einrichtungen am Flughafen Ziel alliierter Bombenangriffe waren.
Nach dem Krieg wurden bei der KEA zwar einige Segelflugzeuge hergestellt, letztlich beschränkte man sich jedoch auf die Durchführung von Wartungsarbeiten an den Flugzeugen der griechischen Luftwaffe und beschränkte die Fertigungstätigkeit auf begrenzte Zeit, die an die später gegründete Hellenic Aerospace Industry (HAI, Elliniki Aeroporiki Viomechania A.E.) übertragen wurde. Dennoch produzierte die KEA bis in die 1990er Jahre eine Reihe unbemannter Pigasos-Luftfahrzeuge (ΕΑΒ Πήγασος), die vom Griechischen Institut für Luft- und Raumfahrt (Ελληνικό Κρατικό Ινστιτούτο Ερευνών - elliniko kratiko Instituto erevnon) entwickelt wurden. Das historische Unternehmen untersteht heute der griechischen Militärverwaltung.